# 불어라 검풍아
《불어라 검풍아》는 2021년에 개봉한 대한민국의 영화이다.

## 캐스팅
- 안지혜 : 연희 역 - 본 작의 메인 여주인공.
- 이민지 : 지나 역 - 본 작의 서브 여주인공.
- 박태산 : 필립 / 양치남 역 - 본 작의 진 최종 보스.
- 조선기 : 귀검 / 유명배우 역
- 이세호 : 프리스트 / 유투버 역
- 종호 : 동자루 / 조감독 역
- 박인수 : 태평소 / 포차주인 역
- 이다영 : 수아 역
- 정진우 : 고스터 역
- 심우성 : 한의사 / 감독 역
- 남이슬 : 방울뱀 / 오뎅소녀 역
- 최서연 : 어린 연희 역
- 손이현 : 선기 / 오뎅소년 역
- 정용현 : 쌀집 / 프리스트 친위대 역
- 장민욱 : 과일가게 / 프리스트 친위대 역
- 윤제원 : 판소리 청년 역
- 김진모 : 정육점 역
- 손우진 : 대장장이 역
- 장근철 : 레오나르도 역
- 김대한 : 쌍절곤 역
- 옥윤중 : 새총 역
- 이채성 : 노래산적 역
- 손병일 : 검술남 1 / 프리스트 친위대 역
- 안태현 : 검술남 2 / 프리스트 친위대 역
- 권오윤 : 동자루 조직원 1 / 프리스트 친위대 역
- 하인석 : 동자루 조직원 2 / 프리스트 친위대 역
- 조강위 : 동자루 조직원 3 / 프리스트 친위대 역
- 김지웅 : 동자루 조직원 4 / 프리스트 친위대 역
- 김상준 : 동자루 조직원 5 / 프리스트 친위대 역
- 차영민 : 동자루 조직원 6 / 프리스트 친위대 역
- 이찬규 : 동자루 조직원 7 / 프리스트 친위대 역
- 박시호 : 쌍칼 / 프리스트 친위대 역
- 이가은혜 : 필립 조직원 1 / 프리스트 친위대 역
- 한서희 : 필립 조직원 2 / 프리스트 친위대 역
- 이라온 : 필립 조직원 3 / 프리스트 친위대 역
- 김다연 : 필립 조직원 4 / 프리스트 친위대 역
- 왕우진 : 필립 조직원 5 / 프리스트 친위대 역
- 서승현 : 필립 조직원 6 / 프리스트 친위대 역
- 류경우 : 필립 조직원 7 / 프리스트 친위대 역
- 박성대 : 필립 조직원 8 / 프리스트 친위대 역
- 김대교 : 필립 조직원 9 / 프리스트 친위대 역
- 이동석 : 필립 조직원 10 / 프리스트 친위대 역
- 김현빈 : 필립 조직원 11 / 프리스트 친위대 역
- 정동근 : 프리스트 친위대 역
- 박정우 : 산적 1 역
- 서경윤 : 산적 2 역
- 이범기 : 산적 3 역
- 김민재 : 산적 4 역
- 김선우 : 산적 5 역
- 김주환 : 산적 6 역
- 박나진 : 산적 7 역
- 박민석 : 산적 8 역
- 박준성 : 산적 9 역
- 선호빈 : 산적 10 역
- 이동렬 : 산적 11 역
- 이동주 : 산적 12 역
- 이상태 : 산적 13 역
- 이종환 : 산적 14 역
- 허태경 : 산적 15 역
- 현종우 : 산적 16 역
- 김한솔 : 마을사람 1 역
- 이현미 : 마을사람 2 역
- 강유주 : 마을사람 3 역
- 허진 : 마을사람 4 역
- 윤현승 : 마을사람 5 역
- 김예지 : 마을사람 6 역
- 박상현 : 마을사람 7 역
- 문창준 : 마을사람 8 역
- 길도영 : 마을사람 9 역
- 안현호 : 마을사람 10 역
- 이승수 : 마을사람 11 역
- 박경훈 : 마을사람 12 역
- 배철하 : 마을사람 13 역
- 김성하 : 마을사람 14 역
- 윤양자 : 마을사람 15 역
- 조대성 : 마을사람 16 역
- 박희본 : 고아원원장 역 (특별출연)

## 수상
- 2020년 제33회 도쿄국제영화제 후보 일본 프리미어